# Мусси, Роберто
Робе́рто Му́сси (итал. Roberto Mussi; род. 25 августа 1963, Масса, Тоскана) — итальянский футболист, выступавший на позиции защитника. Серебряный призёр чемпионата мира 1994 года.

## Карьера

### Клубная
Роберто Мусси начинал карьеру в «Массезе». Сначала выступал за молодёжный состав, затем стал игроком основы. С 1981 по 1984 год он выступал в Серии C2 и провёл там 83 матча. В 1984 году Роберто принял предложение от «Пармы» и перешёл в этот клуб. В сезоне 1984/85 «Парма» заняла 18-е место в Серии B и вылетела в Серию C1, но уже через год снова вернулась в Серию B. В 1987 году Мусси покинул клуб и перешёл в «Милан». За два года с «россонери» он выиграл чемпионат Италии, Суперкубок Италии и Кубок чемпионов. В 1989 футболист перешёл в «Торино», за который впоследствии за 5 лет сыграл 129 матчей и забил 5 голов, выиграв Кубок Италии и Кубок Митропы. В 1994 Роберто вернулся в «Парму». Там он и завершил карьеру в 1999 году, проведя 125 матчей и забив 2 гола. Также с клубом он стал обладателем Кубка Италии и двукратным победителем Кубка УЕФА.

### Международная
В национальной сборной Италии Роберто Мусси дебютировал 13 октября 1993 года в отборочном матче на чемпионат мира против сборной Шотландии. Участник чемпионата мира 1994 года. Там он сыграл 3 матча против сборных Нигерии, Болгарии и Бразилии. Также Роберто принимал участие в чемпионате Европы 1996 года. Там он также провёл 3 матча.

## Статистика

### Матчи и голы за сборную Италии
| Матчи и голы Мусси за сборную Италии | Матчи и голы Мусси за сборную Италии | Матчи и голы Мусси за сборную Италии | Матчи и голы Мусси за сборную Италии | Матчи и голы Мусси за сборную Италии | Матчи и голы Мусси за сборную Италии | Матчи и голы Мусси за сборную Италии |
| №                                    | Дата                                 | Место                                | Оппонент                             | Счёт                                 | Голы                                 | Соревнование                         |
| ------------------------------------ | ------------------------------------ | ------------------------------------ | ------------------------------------ | ------------------------------------ | ------------------------------------ | ------------------------------------ |
| 1                                    | 13 октября 1993                      | Рим, Италия                          | Шотландия                            | 3:1                                  | —                                    | Отборочный матч ЧМ-1994              |
| 2                                    | 3 июня 1994                          | Рим, Италия                          | Швейцария                            | 1:0                                  | —                                    | Товарищеский матч                    |
| 3                                    | 5 июля 1994                          | Бостон, США                          | Нигерия                              | 2:1                                  | —                                    | Чемпионат мира 1994                  |
| 4                                    | 13 июля 1994                         | Нью-Йорк, США                        | Болгария                             | 2:1                                  | —                                    | Чемпионат мира 1994                  |
| 5                                    | 17 июля 1994                         | Лос-Анджелес, США                    | Бразилия                             | 0:0 (пен. 2:3)                       | —                                    | Чемпионат мира 1994                  |
| 6                                    | 7 сентября 1994                      | Марибор, Словения                    | Словения                             | 1:1                                  | —                                    | Отборочный матч ЧЕ-1996              |
| 7                                    | 15 ноября 1995                       | Реджо-нель-Эмилия, Италия            | Латвия                               | 4:0                                  | —                                    | Отборочный матч ЧЕ-1996              |
| 8                                    | 29 мая 1996                          | Кремона, Италия                      | Бельгия                              | 2:2                                  | —                                    | Товарищеский матч                    |
| 9                                    | 11 июня 1996                         | Ливерпуль, Англия                    | Россия                               | 2:1                                  | —                                    | Чемпионат Европы 1996                |
| 10                                   | 14 июня 1996                         | Ливерпуль, Англия                    | Чехия                                | 1:2                                  | —                                    | Чемпионат Европы 1996                |
| 11                                   | 19 июня 1996                         | Манчестер, Англия                    | Германия                             | 0:0                                  | —                                    | Чемпионат Европы 1996                |

Итого: 11 матчей; 6 побед, 3 ничьих, 2 поражения.

## Достижения
«Милан»
- Чемпион Италии: 1987/88
- Обладатель Суперкубка Италии: 1988
- Победитель Кубка чемпионов: 1988/89

«Торино»
- Обладатель Кубка Италии: 1992/93
- Победитель Кубка Митропы: 1991

«Парма»
- Обладатель Кубка Италии: 1998/99
- Обладатель Кубка УЕФА: 1994/95, 1998/99